# جوانی ابدی

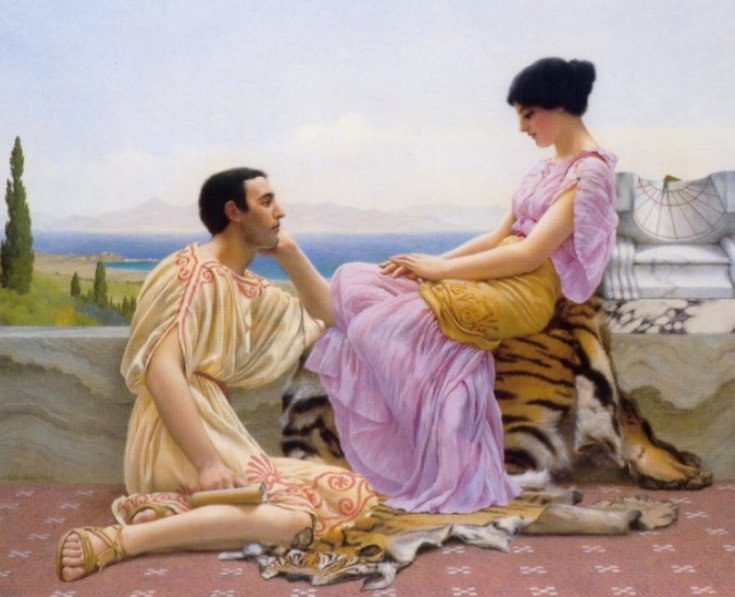
جوانی ابدی در عشق

جوانی جاویدان مفهوم جاودانگی جسمی انسان و عاری از پیری است. منظور از جاودانگی، جوانی ای است که معمولاً به جای سن خاصی از طول عمر انسان و در تضاد با پیری است. جوانی جاودان در افسانه ها رایج است ، و یک موضوع محبوب در داستان است.

## دین و اساطیر
جوانی ابدی از ویژگیهای ساکنان بهشت در ادیان ابراهیمی است.
هندوها بر این باورند که ریشی های ودایی و پس از ودایی به جاودانگی رسیده اند، که این بدین معنی است که توانایی تغییر سن بدن یا حتی شکل آن به میل خود است. اینها برخی از سیدهاهای یوگا است. گفته می شود مارکاندیا همیشه در سن 16 سالگی باقی می ماند.
تفاوت بین زندگی ابدی و به طور دقیق تر جوانی ابدی، موضوعی مکرر در اساطیر یونان و روم است. افسانه درخواست نعمت جاودانگی از یک خدا، اما فراموش کردن درخواست جوانی ابدی در داستان تیتونوس ظاهر می شود. در مورد سیبیل کومائی یک موضوع مشابه در اوید یافت می شود.
در اساطیر نورس، ایدون به عنوان نگهدارنده سیب های زرین خدایان توصیف شده است که به آنها جوانی ابدی در ادای منثورقرن سیزدهم می دهد.

## تلومرها
DNA یک فرد در روند پیری نقش دارد. پیری حتی قبل از تولد آغاز می گردد، به محض اینکه سلول ها می میرند و باید جایگزین شوند. در انتهای هر کروموزوم توالی های تکراری DNA، تلومر وجود دارد که تلومرها مانند یک سپر، کروموزم را از ایجاد پیوستگی‌های نابجا و غیر صحیح و تخریب به‌وسیله آنزیم‌های اگزونوکلئاز سلول محافظت می‌نماید و چندین نقش اساسی دارد. یکی از این نقش ها تنظیم تقسیم سلولی با اجازه دادن به هر تقسیم سلولی برای حذف مقدار کمی کد ژنتیکی است. مقدار حذف شده بسته به نوع سلول تکثیر شده متفاوت می باشد. تخریب تدریجی تلومرها تقسیم سلول را به 40 تا 60 برابر محدود می کند، که به آن حد هایفلیک نیز می گویند. پس از رسیدن به این حد، سلولهای بیشتری از بین می روند که در یک بازه زمانی قابل جایگزینی هستند. بنابراین، بلافاصله پس از رسیدن به این حد، ارگانیسم می میرد. اهمیت تلومرها اکنون به وضوح مشهود است: با افزایش طول تلومرها، عمر نیز طولانی می شود.

## درمان
این ایده که بدن انسان می تواند در سنین پیری به وضعیت جوانی ترمیم شود، در طی چند سال گذشته مورد توجه تجاری زیادی قرار گرفته است. از جمله توسط شرکت هایی مانند موسسه تحقیقاتی انسان دیرپا، کالیکو و سلامت بهشتی. علاوه بر این شرکت های بزرگتر، بسیاری از شرکت های نوپا در حال حاضر در حال توسعه روش های درمانی برای مقابله با "مشکل پیری" با استفاده از درمان هستند.   در سال 2015 کلاس جدیدی از داروهای سنولیتیک (در حال حاضر در مرحله پیشرفت بالینی) اعلام شده است که به طور خاص برای مقابله با علل بیولوژیکی اساسی ضعف ایجاد شده است.

## بشر دوستی
"از دست دادن جوانی" یا روند پیری مسئول افزایش خطر ابتلا به بسیاری از بیماری ها از جمله سرطان، پارکینسون، آلزایمر و دیگر بیماری ها در افراد است. در نتیجه در سالهای اخیر، بسیاری از افراد با ارزش خالص سرمایه، مقدار زیادی از پول خود را در جهت ابتکار عمل به سمت تحقیقات علمی در مورد روند پیری یا روشهای درمانی برای کند کردن یا معکوس کردن روند پیری، اهدا کرده اند.  از جمله این افراد می توان به جف بزوس، ری کورزویل، پیتر تیل،  اوبری د گری، لری الیسون، سرگئی برین، دیمیتری ایتسکوف، پل گالن،  و مارک زاکربرگ اشاره نمود. 